# Бромон

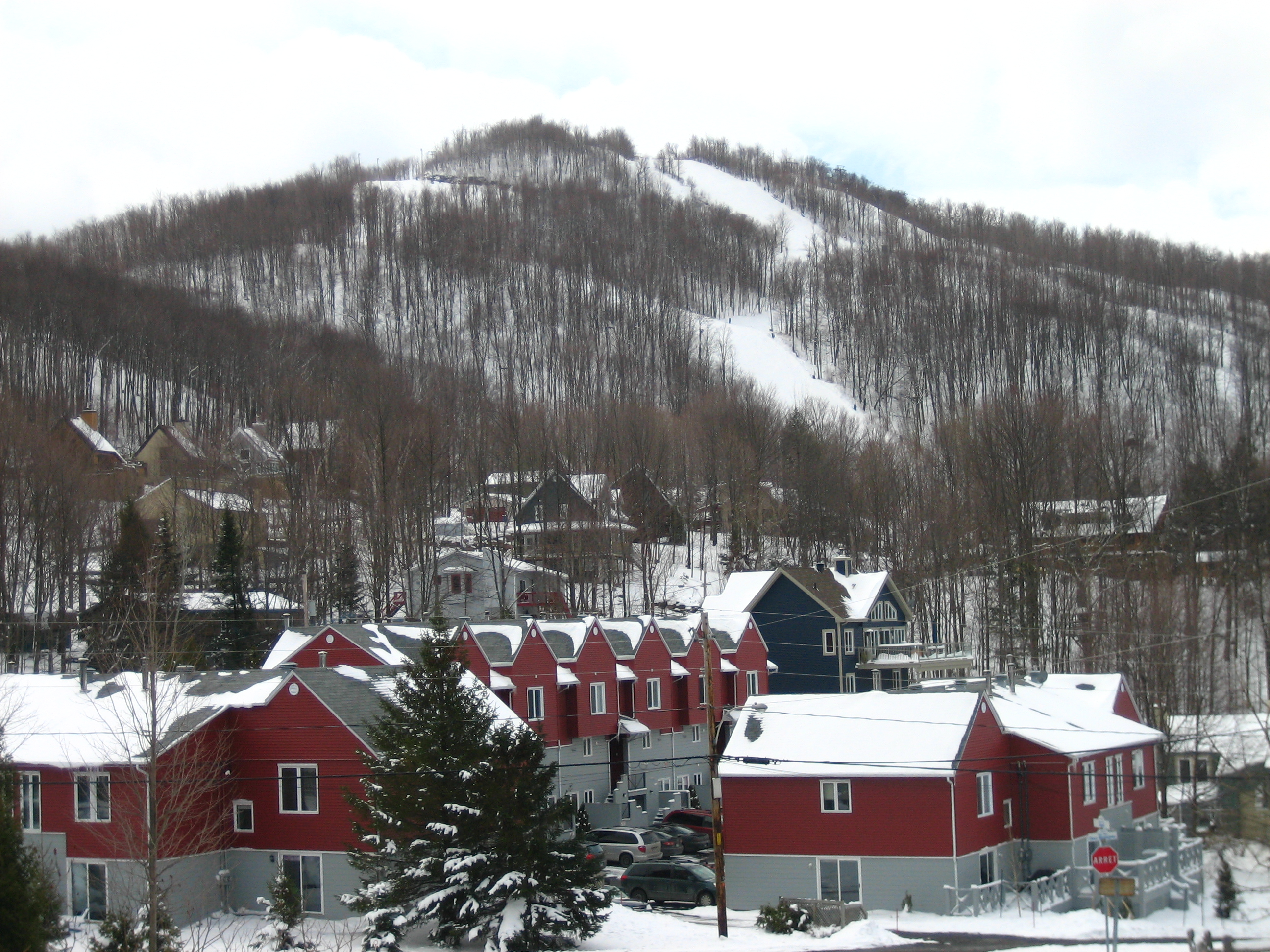
Бромонт, гора :en:Mount Brome

Бромон — город на юго-западе провинции Квебек в Канаде, в 75 километрах восточнее Монреаля по шоссе A-10.
Бромон — известный горнолыжный курорт.
Бромон может похвастаться расположенными в нём заводами таких высокотехнологичных производителей, как IBM, General Electric, Dalsa и собственным аэропортом.

## История
История города начинается с идеи Ролана Десурди (1917–2011) основать образцовое курортное сообщество в округе Бром. Это произошло в 1964 году.
В 1966 году Бромон аннексировал город Уэст-Шеффорд, Квебек, который был основан в 1792 году и был остановкой на маршруте дилижансов между Монреалем и Шербруком, Квебек.
9 июня 2014 года Международная федерация конного спорта (FEI) выбрала Бромонт местом проведения Всемирных конных игр FEI 2018 года. Однако 22 июля 2016 года город был вынужден отказаться от проведения мероприятия из-за финансовых проблем.
В 2001 году открылся Bromont Velodrome — на деревянной трассе, купленной в Атланте после летних Олимпийских игр 1996 года. Эта деревянная открытая велосипедная трасса использовалась в течение 20 лет, прежде чем закрылась в 2020 году. Её заменил Велодром Сильван Адамс — специально построенный крытый спортивный центр, который открылся в сентябре 2022 года.

## Мэры
- Жермэн Дезурди 1964—1977,
- Робер Лёбёф 1977—1978,
- Пьер Жакоб 1978—1982,
- Пьер Бельфлёр 1982—1996,
- Робер Дезурди 1996—1998,
- Полин Кенлан 1998 — 2017,
- Луи Вильнёв 2017 — н.вр.